# Ikoma Kazumasa
Ikoma Kazumasa (生驹 一正, 1555 -11 de maio de 1610), foi um Daimyō que viveu entre os períodos  Sengoku e Edo, foi vassalo de  Toyotomi Hideyoshi , e posteriormente do Shogunato Tokugawa . Foi Daimyō do Domínio de Takamatsu .

## Vida
Kazumasa era o filho mais velho de Ikoma Chikamasa . Ele lutou com distinção sob as ordens de Oda Nobunaga, em seguida, na Coreia participou das forças de Hideyoshi. Apoiou Tokugawa Ieyasu na Batalha de Sekigahara , embora seu pai tinha se alinhado com as forças de Ishida Mitsunari , como resultado, o Han dos Ikoma foi salvo . Por causa disso seu pai lhe passou a liderança do Clã em 1600. Foi então que a capital do feudo foi transferida do Castelo Marugame para o Castelo Takamatsu.
Após a morte de Kazumasa em 1610, seu filho Masatoshi o sucedeu.
| Precedido por Ikoma Chikamasa | -- Líder do Clã Ikoma 1600–1610          | Sucedido por Ikoma Masatoshi |
| Precedido por Ikoma Chikamasa | 2º Daimyō de Takamatsu (Ikoma) 1600–1610 | Sucedido por Ikoma Masatoshi |